# パブリク (高速輸送艦)
|          |                                                          |
| 艦歴     |                                                          |
| 発注     |                                                          |
| 起工     | 1943年9月21日                                            |
| 進水     | 1943年12月18日                                           |
| 就役     | 1944年12月29日                                           |
| 退役     | 1946年11月15日                                           |
| その後   | 1968年7月1日にスクラップとして売却                       |
| 除籍     | 1967年4月1日                                             |
| 性能諸元 |                                                          |
| 排水量   | 1,400トン                                                |
| 全長     | 306 ft (93 m)                                            |
| 全幅     | 36 ft 10 in (11.23 m)                                    |
| 吃水     | 13 ft 6 in (4.11 m) 最大                                 |
| 機関     | ターボ・エレクトリック 2軸推進（12,000 shp）             |
| 最大速   | 24ノット (44 km/h; 28 mph)                               |
| 航続距離 | 6,000 カイリ (11,112 km) 12ノット時 (22 km/h; 14 mph)    |
| 乗員     | 士官、兵員186名                                          |
| 兵装     | 5インチ砲1門 40mm対空砲6門 20mm対空砲6門 爆雷投下軌条2軌 |

パブリク (USS Pavlic, DE-669/APD-70) は、アメリカ海軍の高速輸送艦。チャールズ・ローレンス級高速輸送艦の1隻。艦名はミルトン・F・パブリク少佐に因む。

## 艦歴
パブリクは1943年9月21日にバックレイ級護衛駆逐艦の1隻としてペンシルベニア州ピッツバーグのドラボ社で起工した。1943年12月18日にパブリク夫人（パブリク少佐の妻）によって命名、進水し、テキサス州オレンジのコンソリデーテッド・スチール社で艤装が行われた。
パブリクは1944年6月27日にチャールズ・ローレンス級高速輸送艦の1隻として APD-70 に艦種変更された。変更後1944年12月29日に艦長C・V・アレン予備少佐の指揮下就役した。

### 第二次世界大戦
バミューダ沖での整調およびバージニア州ポーツマスでの揚陸戦訓練の後、パブリクは1945年2月22日にノーフォークを出航し太平洋へと向かった。パナマ運河およびカリフォルニア州サンディエゴを経由して、3月21日に真珠湾に到着する。ハワイでの訓練演習の後、4月13日に真珠湾を出航しマーシャル諸島のマジュロ環礁に向かった。続いてカロリン諸島のウルシー環礁で停泊し、沖縄戦に参加するため琉球諸島に向かった。
1945年5月3日から9日までパブリクは沖縄沖のピケラインに配置され、いくつかの日本軍機による攻撃を撃退し、救助作業を行った。
5月4日の警戒中に生存者を発見し、ヒギンズボートの救助班はサメと格闘して彼を収容したが、既に死亡していた。それは LSM(R)-195 (USS LSM(R)-195) の乗員であった。その日の午後、総員配置の中艦長とドクター・プッツェルは葬儀を行った。航海日誌には「19:28に艦長C・V・アレン少佐の指揮で、 LSM-195 に乗艦中1945年5月3日の戦闘で死亡したジョージ・J・ルールマンの葬儀が行われた。彼の遺体は東経21度0分127秒、北緯37度5分26秒の海域に葬られた。」と記された。
5月10日に病院船レリーフ (USS Relief, AH-1) を護衛してグアムに向かい、12日に Hagushi Anchorage に戻り哨戒任務を再開した。1945年5月18日、パブリクは「特別救助艦」に指定され、何回かの日本軍機による激しい攻撃の中救助作業を継続した。
5月27日には特攻機による直接攻撃を初めて回避した。翌28日、低空で攻撃を行う一式陸上攻撃機に対して砲撃を行った。その後姉妹艦のヨークス (USS Yokes, APD-69) と共に特攻機の攻撃で撃沈された駆逐艦ドレクスラー (USS Drexler, DD-741) の生存者を Hagushi で乗艦させた。29日には特攻機によって損傷した駆逐艦シュブリック (USS Shubrick, DD-639) の生存者を乗艦させた。
パブリクは終戦まで琉球諸島を始めとする太平洋戦線で任務を継続した。1945年8月14日、パブリクは東京沖で第3艦隊と合流した。第二次世界大戦は1945年8月15日に日本が降伏し、終了した。

### 戦後
1945年8月18日、パブリクはイギリス海軍太平洋艦隊と共に巡航し、イギリスの軽巡洋艦ニューファンドランド (HMS Newfoundland, 59) およびニュージーランドの軽巡洋艦ガンビア (HMNZS Gambia, 48) から上陸部隊を乗艦させた。8月27日に本州に到着、相模湾に入港し、8月30日にはシムス (USS Sims, APD-50)とバー (USS Barr, APD-39) と共に東京湾に入港、入り口の第2要塞および第3要塞に武装解除のため陸上部隊を上陸させた。部隊が帰還するとパブリクは横須賀港に向かった。
1945年8月31日、パブリクは第4海兵連隊L大隊を乗せ館山湾に向かい、同湾の海軍航空基地を確保し、9月3日まで海兵隊支援のため留まった。9月3日に再び海兵隊を乗せ横須賀港に戻った。9月9日にパブリクはバラック船に指定された。
1946年4月15日、パブリクは日本を離れ、サンディエゴでの停泊およびフィラデルフィア海軍造船所とチャールストン海軍造船所でのオーバーホールの後、不活性化のためフロリダ州グリーンケーヴスプリングスに牽引された。
パブリクは1946年11月15日にグリーンケーヴスプリングスで退役し、セントジョンズ川の大西洋予備役艦隊フロリダ・グループで保管された。不活性状態のまま20年以上保管され、1967年4月1日に除籍された。パブリクは1968年7月1日にノースアメリカン・スメルティング・カンパニーにスクラップとして売却された。
パブリクは第二次世界大戦の沖縄戦における功績で1個の従軍星章を受章した。